# Sir J. J. School of Art

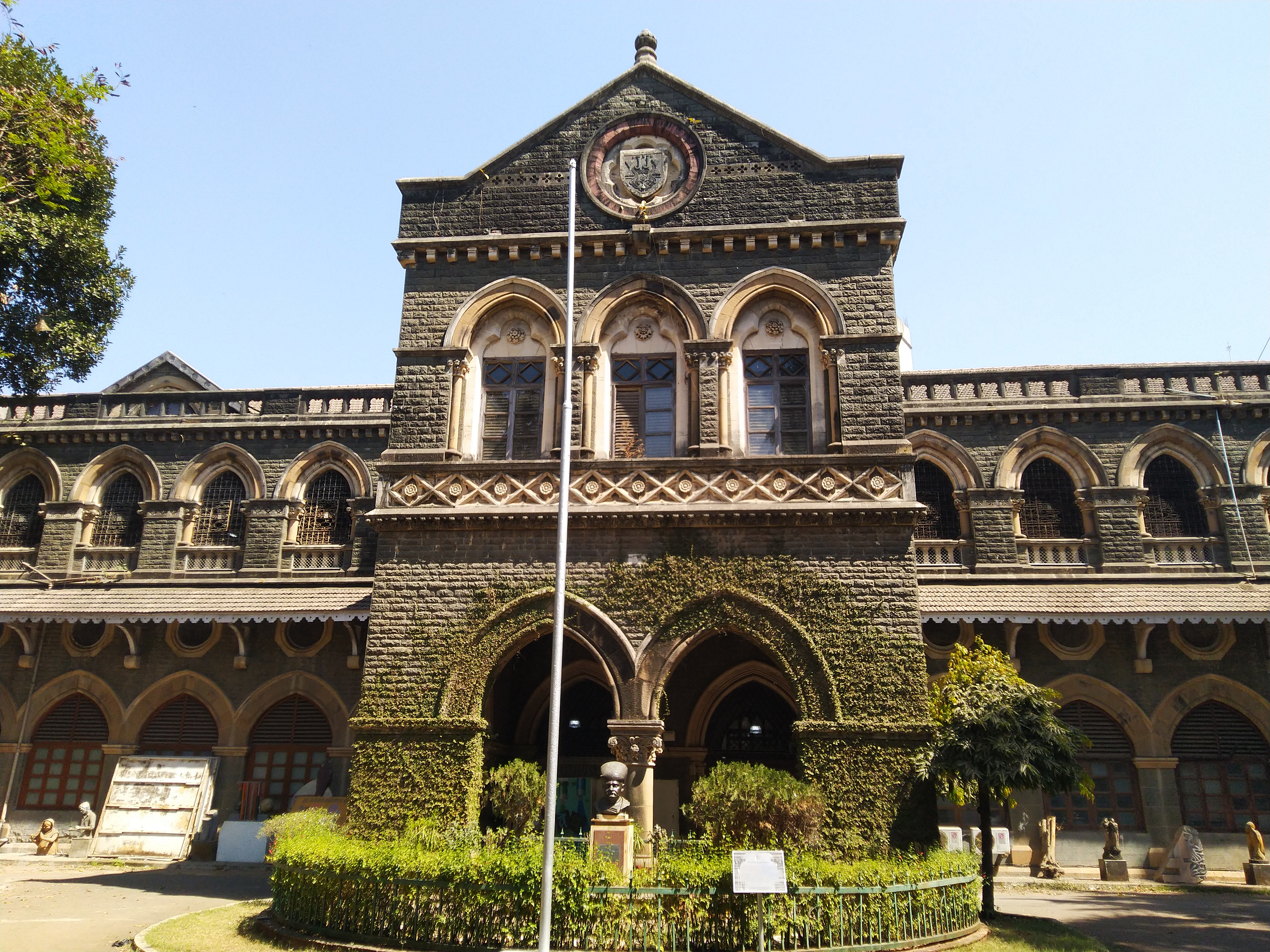
Das Hauptgebäude der Sir J.J. School of Art ist ein architektonisches Meisterwerk im neugotischen Stil und beherbergt zahlreiche Ateliers, Galerien und Ausstellungsräume. Der Campus ist ein kulturelles Zentrum in Mumbai
in dem neben dem Studienbetrieb auch Kunstausstellungen und Kulturveranstaltungen stattfinden.

Die Sir J. J. School of Art, mit vollem Namen Sir Jamsetjee Jeejeebhoy School of Art, Architecture and Design (SJJAAD), ist eine Hochschule für Kunst, Architektur und Design mit Universitätsstatus in Mumbai, Indien. Sie wurde 1857 gegründet und ist damit eine der ältesten und renommiertesten Kunsthochschulen des Landes. Sie ist mit der Universität von Mumbai assoziiert und bietet Bachelor- und Masterstudiengänge in den Bereichen Kunst, Architektur, Design und Kunstgeschichte an.

## Geschichte
Die Sir J. J. School of Art wurde im März 1857 unter der Schirmherrschaft von Jamsetjee Jeejeebhoy, einem prominenten bombayer Geschäftsmann und Philanthropen gegründet. Er spendete 100.000 Rs. für die Gründung der Schule. Die ersten Kurse in Zeichnen und Malerei fanden im Gebäude des Elphinstone College statt. Im Jahre 1865 wurde der britische Kunsthistoriker und Herausgeber John Griffiths (1837–1918) Direktor der Schule und trug maßgeblich zu ihrer Entwicklung bei. Unter seiner Leitung begannen die Studenten Abbildungen und Zeichnungen von indischer Kunst und Architektur anzufertigen. So machten z. B. Reproduktionen der Wandmalereien der Ajanta-Höhlen die Schule auch international bekannt.
Im Jahr 1866 übernahm die indische Regierung die Verwaltung der Schule. Ein Jahr später eröffnete Professor Lockwood Kipling drei Ateliers für dekorative Malerei, Modellieren und schmiedeeiserne Ornamente. 1878 zog die Schule in ein neues Gebäude um, das der britische Architekt George Twigge Molecey (1809–1878) im neugotischen Stil entworfen hatte. Dieses Gebäude beherbergt noch heute die wichtigsten Abteilungen der Kunsthochschule.
Die Sir J. J. School of Art spielte eine wichtige Rolle bei der Entwicklung der Architektur in Indien. Im Jahr 1900 wurde erstmals ein Architekturkurs angeboten. Im Jahr 1908 wurde ein vierjähriges Architekturstudium unter der Leitung von George Wittet eingeführt. Ab 1917 war der bekannte britische Architekt Claude Batley (1879–1856) Professor an der Schule und später, von 1923 bis 1943 Rektor der Hochschule. Unter seiner Leitung erlebte die Architekturabteilung eine Zeit intensiver Entwicklung. Nach der Unabhängigkeit Indiens erlebte die Schule eine Phase des Wandels und der Modernisierung. 1943 wurde V. S. Adurkar der erste indische Rektor, der die Ausbildung weiter an die indischen Bedürfnisse anpasste.
Im Jahr 1958 wurde die Kunsthochschule in zwei Abteilungen aufgeteilt: Die Architekturabteilung wurde zum Sir J. J. College of Architecture, während die übrigen Abteilungen unter ihrem ursprünglichen Namen weitergeführt wurden.

## Studiengänge
Die Hochschule bietet eine Vielzahl von Studiengängen an, darunter: Bachelor of Fine Arts (BFA) in Malerei, Keramik, Metallgestaltung, Innenarchitektur, Textildesign und Bildhauerei. Master of Fine Arts (MFA) in den Bereichen Porträtmalerei, kreativer Malerei, Wandmalerei, Bildhauerei und Druckgrafik. Darüber hinaus bietet die Schule auch Diplomkurse und Zertifikatsprogramme in verschiedenen Kunstdisziplinen an. Besonders hervorzuheben ist die starke Tradition in der Malerei und Bildhauerei, die durch die langjährige Erfahrung und Expertise der Lehrenden geprägt ist.

## Alumni
Einige bekannte Absolventen der Sir J. J. School of Art sind:
- António Xavier Trindade (1870–1935), portugiesisch-indischer Maler[1]
- Angela Trindade (1909–1980), portugiesisch-indische  Malerin[2]
- A. R. Hye (1919–2008), pakistanischer Architekt
- A. A. Raiba (1922–2016), indischer Maler[3]
- Akbar Padamsee (1928–2020), indischer Künstler und Maler[4]
- Abid Surti (* 1935), indischer Maler und Schriftsteller
- Amol Palekar (* 1944), indischer Schauspieler und Filmproduzent
- Antonio Piedade da Cruz (1895–1982), portugiesisch-indischer Maler und Bildhauer[5]
- Arun Kolatkar (1932–2004), indischer Poet[6].
- Atul Dodiya (* 1959), indischer Künstler
- B. V. Doshi (1927–2023), indischer Architekt
- Bhanu Athaiya (1929–2020), indische Kostümdesignerin
- Brendan Pereira (1928–2024), indischer Kreativdirektor
- Dadasaheb Phalke (1870–1944), indischer Filmregisseur
- Divita Rai (* 1998), indische Schönheitskönigin
- Francis Newton Souza (1924–2002), indischer Maler
- Ganpatrao K Mhatre (1879–1947), indischer Bildhauer[7]
- Govind Solegaonkar (1912–1986), indische Malerin
- Homai Vyarawalla (1913–2012), indische Fotojournalistin
- James Ferreira (* 1956), indischer Modedesigner[8]
- Jatin Das (* 1941), indischer Maler und Bildhauer
- Jehangir Sabavala (1922–2011), indischer Maler
- Jitish Kallat (* 1974), indischer Künstler
- Justin Samarasekera (1916–2003), Architekt aus Sri Lanka
- K. K. Hebbar (1911–1996), indischer Künstler
- Kalidas Shrestha (1923–2016), nepalesischer Maler und Bildhauer
- Laxman Pai (1926–2021), indischer Künstler und Maler[9]
- M.F. Hussain (1915–2011), indischer Maler und Filmregisseur[10]
- M.V. Dhurandhar (1867 – 1944) indischer Maler, Vizedirektor an der J. J. School of Art[11] Vizedirektor an der J. J. School of Art
- Nadiya Moidu (* 1966), indische Schauspielerin[12]
- Nana Patekar (* 1951), indischer Schauspieler und Filmemacher[13]
- Nitin Chandrakant Desai (1965–2023), indischer Artdirector und Bühnenbildner
- Perin Jamsetjee Mistri (1913–1989), indische Architektin
- Prafulla Dahanukar (1934–2014), indische Malerin
- Pralhad Anant Dhond (1908–2001), indischer Maler und Lehrer; Rektor der Sir J. J. School of Art (ab 1958)
- Pramila Dandavate (1928–2001), indische Politikerin und Parlamentsabgeordnete[14]
- Sambhaji Kadam (1932–1998)
- R. D. Raval (1928–1980), indischer Maler und Bildhauer
- R.Verman (1947–2019), indischer Artdirektor
- Raj Thackeray (* 1968), indischer Politiker
- Ram V. Sutar (* 1925), indischer Bildhauer (u. a. Schöpfer der Statue der Einheit)
- Ratnadeep Adivrekar (* 1974), indischer Künstler
- Reena Saini Kallat (* 1973), bildender Künstler
- Riyas Komu (* 1971), indischer Medienkünstler
- Syed Haider Raza (1922–2016), indischer Künstler
- Sadanand Bakre (1920–1987), indischer Kunsthistoriker
- Saryu Doshi (* 1932), indischer Kunsthistoriker[15]
- Shashi Bikram Shah (* 1940), nepalesischer Künstler
- Shivkar Bapuji Talpade (1864–1916)
- Tyeb Mehta (1925–2009), indischer Maler, Bildhauer und Filmemacher
- Uday Shankar (1900–1977), indischer Tänzer[16]
- V. S. Gaitonde (1924–2001), indischer Maler
- Waman Thakre (* 1932), indischer Fotograf[17]